# Sarina Wiegman
Sarina Wiegman-Glotzbach (La Haya, Países Bajos; 26 de octubre de 1969) es una entrenadora y exfutbolista neerlandesa que trabaja en la actualidad como entrenadora de la Selección femenina de fútbol de Inglaterra. En 2001, se convirtió en la primera futbolista (en la categoría masculina y femenina) en llegar a los 100 partidos internacionales.
Con la selección neerlandesa logró ganar la Eurocopa 2017 dándole así el primer campeonato continental a los Países Bajos.
En agosto de 2020, fue elegida como la próxima entrenadora de la selección de Inglaterra y tomó su cargo a partir del 2021. En la Eurocopa 2022 repitió lo hecho en 2017 y le dio a Inglaterra su primer título continental.

## Primeros años
Wiegman nació en La Haya y comenzó a jugar al fútbol en la calle. A los 6 años de edad, se unió al ESDO de Wassenaar, un equipo masculino. También jugó para el HSV Celeritas de La Haya.

## Jugadora

### Clubes
En 1987, Wiegman se unió al KFC '71, donde ganó la Copa KNVB en el mismo año.
En 1988, durante el Torneo Internacional de Fútbol Femenino de 1988 en China, conoció al entrenador de la Selección de Estados Unidos Anson Dorrance, quien la invitó a ir a estudiar a la Universidad de Carolina del Norte en Chapel Hill y a jugar para los North Carolina Tar Heels. En Carolina del Norte, Wiegman jugó con jugadoras notables como Mia Hamm o Kristine Lilly. Con los Tar Heels se convirtió en campeona de la División I de la NCAA en 1989.
Más tarde describió la calidad del equipo y las condiciones de trabajo "del mayor nivel", con las que contrastó a las de Países Bajos. "Aquí (Países Bajos), todas las jugadoras tenían que tener otro trabajo aparte del fútbol." Se convirtió en profesora de educación física.
En 1994, se unió al Ter Leede, donde ganó dos Hoofdklasse (2001 y 2003) y una Copa KNVB en 2001. Wiegman se retiró en 2003 tras quedarse embarazada de su segundo hijo.

### Selección nacional
En 1986, a la edad de 16 años, Wiegman fue convocada por primera vez a la Selección absoluta de Países Bajos. El 23 de mayo de 1987, debutó en un partido contra Noruega. Participó en Torneo Internacional de Fútbol Femenino de 1988, donde los Países Bajos alcanzaron los cuartos de final. También ayudó a su país a llegar a los cuartos de final de la Campeonato Europeo de 1989 y las Eurocopa de 1991 y 1993.
El 9 de abril de 2001, Wiegman jugó su partido internacional número 100 en un partido amistoso Dinamarca, convirtiéndose en la primera futbolista neerlandesa (masculinos y femeninas) en hacerlo. Dos días más tarde fue honorada por el entrenador de Selección masculina de los Países Bajos Louis van Gaal. Durante su discurso, dijo: "Tengo mucho respeto por Sarina. Para los hombres, todo está dado. Aquí, esto es mucho más difícil."
Tras haber sido nombrada capitana del equipo y haber jugado 104 partidos, Wiegman jugó su último partido internacional el 14 de junio de 2001.

## Entrenadora

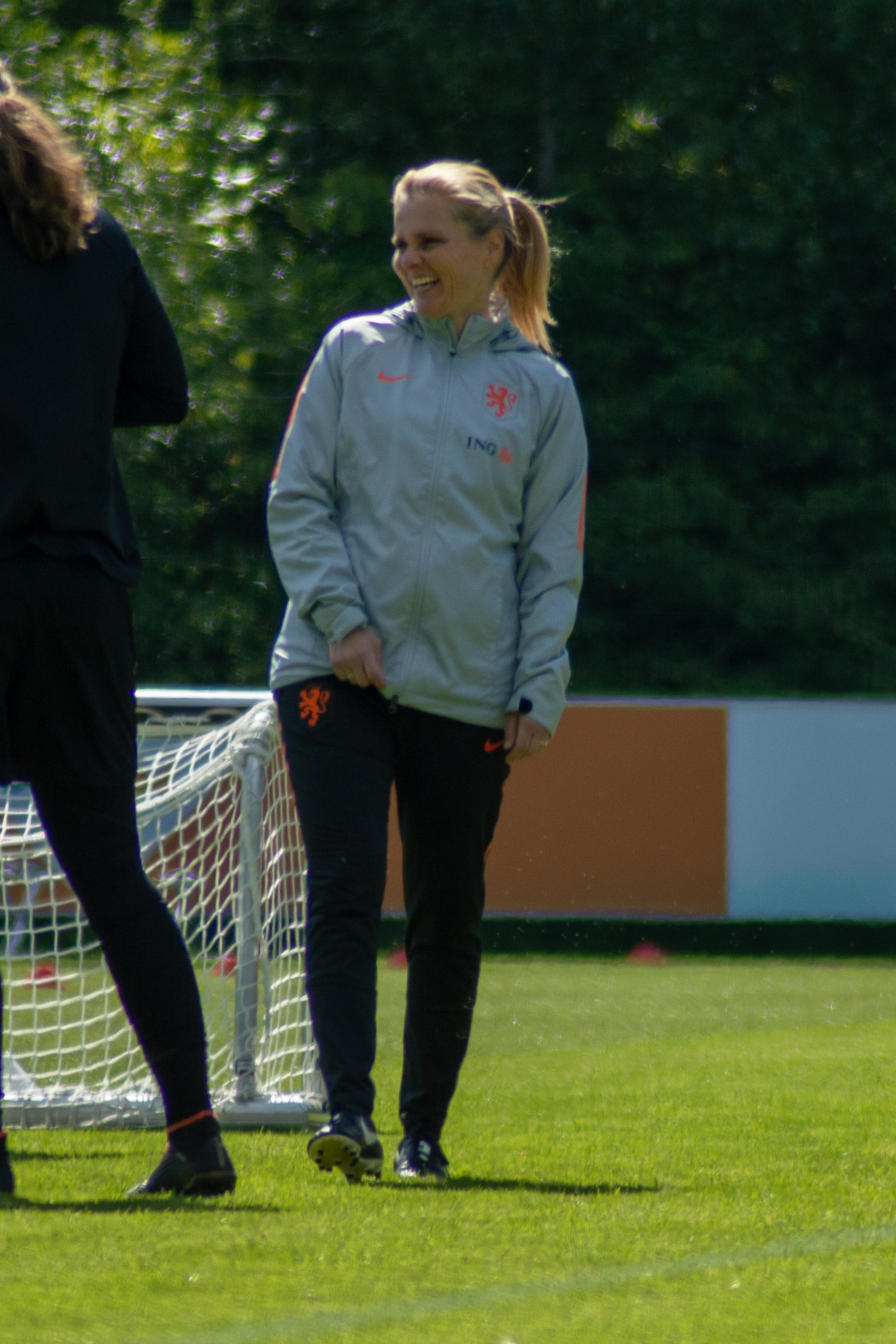
Sarina Wiegman entrenando a la selección neerlandesa en 2019

### Clubes

#### Ter Leede
El 24 de enero de 2006, se anunció que Wiegman sería la nueva entrenadora del Ter Leede. Con el equipo ganó la Hoofdklasse y la Copa KNVB en 2007.

#### ADO Den Haag Femenino
En el verano de 2007 Wiegman se convirtió la entrenadora del ADO Den Haag femenino, que competiría en la nueva Eredivisie. En 2012, ganó el título de liga y la Copa KNVB. En 2013, ADO consiguió la Copa KNVB de nuevo.

### Selección nacional de los Países Bajos

#### Como asistente
El 1 de agosto de 2014, Wiegman dejó el ADO para convertirse en entrenadora asistente de la Selección femenina de fútbol de Países Bajos y la coordinadora de la sub-19. El 27 de marzo de 2015, se anunció que Wiegman haría un curso de la Real Asociación Neerlandesa de Fútbol (KNVB) para obtener una licencia de entrenadora, convirtiéndose en la tercera mujer en hacerlo, después de Vera Pauw y Hesterine de Reus. El 2 de julio de 2015, se anunció que haría las prácticas en el Sparta de Róterdam.
El 1 de agosto de 2015, tras la destitución de Roger Reijners, Wiegman fue nombrada entrenadora interina. El 1 de octubre, Arjan van der Laan fue designado como entrenador, por lo que la neerlandesa volvió a ser entrenadora asistente.
El 31 de julio de 2016, Wiegman recibió su UEFA Pro Licence tras haber completado el curso de entrenadora de la KNVB y un año de prácticas en el Sparta de Róterdam. En una entrevista dijo que, tras haber visto de primera mano el profesionalidad y el alto nivel del fútbol masculino en los Países Bajos, esperaba ayudar a llevarlos al fútbol femenino.
El 3 de octubre de 2016, se anunció que se convertiría en la asistente temporal de Ole Tobiasen en el filial del Sparta de Róterdam, complementando su trabajo como asistente de la selección nacional. Al hacer esto, se convirtió en la primera mujer entrenadora en una organización de fútbol profesional de los Países Bajos.

#### Como entrenadora
El 23 de diciembre de 2016, Van der Laan fue despedido por la KNVB y Wiegman fue nombrada de nuevo entrenadora de la Selección femenina de fútbol de los Países Bajos. El 13 de enero de 2017, se anunció que lo sería permanentemente. Al mismo tiempo, Foppe de Haan fue nombrado como su asistente.
Wiegman obtuvo el puesto seis meses antes del comienzo de la Eurocopa 2017, para la cual los Países Bajos se habían clasificado automáticamente por ser los anfitriones del torneo. Sin embargo, el equipo había perdido cinco de los seis partidos amistosos y la moral de las jugadoras era baja. Wiegman trabajó para mejorar la confianza de las jugadoras y en cambiar el estilo de juego a uno de más ataque.
En la Eurocopa, los Países Bajos ganaron todos partidos, culminando en una victoria de 4-2 sobre Dinamarca en la final. El equipo también recibió elogios por su actuación. La victoria significó el primer título de una Eurocopa para la selección femenina y primer título oficial en fútbol femenino. Wiegman se convirtió en la segunda entrenadora neerlandesa en dirigir a una selección nacional a un título oficial, después de Rinus Michels en la Eurocopa masculina de 1988.
El 23 de octubre de 2017, Wiegman ganó el Premio The Best FIFA al/la mejor entrenador/a de categoría femenina, ganándoles a los entrenadores de Dinamarca Nils Nielsen y del Olympique de Lyon Gérard Prêcheur. Dos días más tarde, fue nombrada Caballero de la Orden de Orange-Nassau junto a todas las jugadoras neerlandesas que habían ganado la Eurocopa.
Tras haber asegurado su participación en el Mundial de 2019, Wiegman dirigió a los Países Bajos a la final del torneo, en la que fueron derrotados por Estados Unidos. El equipo recibió elogios de nuevo por su estilo de juego en el camino a la final. El 9 de julio de 2019, se anunció que se añadiría una estatua de Wiegman al jardín de las estatuas de la KNVB por sus contribuciones al fútbol neerlandés, siendo la primera mujer en recibir este honor.
Gracias a haber quedado en el segundo puesto en el Mundial de 2019, Países Bajos se aseguró una plaza en los Juegos Olímpicos de Tokio 2020, siendo la primera vez que la nación participó en unos Juegos Olímpicos. Wiegman dirigió al equipo hasta los cuartos de final, donde cayó derrotado ante Estados Unidos en la ronda de penaltis.

### Selección nacional de Inglaterra
En agosto de 2020 se anunció que tras los Juegos Olímpicos de 2020 (disputados en 2021), Wiegman se convertiría en la nueva entrenadora de la Selección femenina de fútbol de Inglaterra. Su primer partido a cabo de la selección fue una victoria contra Macedonia del Norte durante la clasificación para el Mundial 2023, convirtiéndose en la primera entrenadora no británica.
Wiegman llevó a Inglaterra a la victoria en la Eurocopa 2022, venciendo 2-1 a Alemania en la final disputada en Wembley. Así, se convirtió en la cuarta entrenadora en ganar dos Eurocopas y la primera en ganar el torneo con dos selecciones distintas. En diciembre de 2022, fue nombrada Comendadora honoraria de la Orden del Imperio Británico (CBE) por su contribución al fútbol inglés.

## Palmarés

### Títulos nacionales
| Título                                                             | Club      | País           | Año     |
| ------------------------------------------------------------------ | --------- | -------------- | ------- |
| Copa KNVB                                                          | KFC '71   | Países Bajos   | 1986-87 |
| Campeonato nacional de fútbol femenino de la División I de la NCAA | Tar Heels | Estados Unidos | 1989    |
| Hoofdklasse                                                        | Ter Leede | Países Bajos   | 2000-01 |
| Hoofdklasse                                                        | Ter Leede | Países Bajos   | 2002-03 |
| Copa KNVB                                                          | Ter Leede | Países Bajos   | 2001-02 |

| Título                | Club                    | País         | Año     |
| --------------------- | ----------------------- | ------------ | ------- |
| Hoofdklasse           | Ter Leede               | Países Bajos | 2006-07 |
| Copa KNVB             | Ter Leede               | Países Bajos | 2006-07 |
| Eredivisie (femenina) | ADO Den Haag (femenino) | Países Bajos | 2011-12 |
| Copa KNVB             | ADO Den Haag (femenino) | Países Bajos | 2011-12 |
| Copa KNVB             | ADO Den Haag (femenino) | Países Bajos | 2012-13 |

### Títulos internacionales
| Título               | Club                      | Sede         | Año  |
| -------------------- | ------------------------- | ------------ | ---- |
| Eurocopa Femenina    | Selección de Países Bajos | Países Bajos | 2017 |
| Eurocopa Femenina    | Selección de Inglaterra   | Inglaterra   | 2022 |
| Finalissima Femenina | Selección de Inglaterra   | Londres      | 2023 |
| Eurocopa Femenina    | Selección de Inglaterra   | Suiza        | 2025 |

### Distinciones individuales
| Distinción                                                  | Año                    |
| ----------------------------------------------------------- | ---------------------- |
| KNVB Bondsridder (Caballero Federal)                        | 2012                   |
| Premio The Best FIFA - Mejor Entrenadora de Fútbol Femenino | 2017, 2020, 2022, 2023 |
| Caballero de la Orden de Orange-Nassau                      | 2017                   |
| Mejor Entrenadora del Mundo por la IFFHS                    | 2020                   |
| Comendadora de la Orden del Imperio Británico (CBE)         | 2022                   |
| Entrenadora del año de la UEFA                              | 2023                   |